# Brookville, Pennsylvania
Brookville är administrativ huvudort i Jefferson County i delstaten Pennsylvania. Enligt 2010 års folkräkning hade Brookville 3 924 invånare.